# Волотовское сельское поселение (Белгородская область)
Во́лотовское се́льское поселе́ние — муниципальное образование в Чернянском районе Белгородской области.
Административный центр — село Волотово.

## История
Волотовское сельское поселение образовано 20 декабря 2004 года в соответствии с Законом Белгородской области № 159.

## Население
| 2010 | 2011 | 2012 | 2013 | 2014 | 2015 | 2016 | 2017 | 2018 |
| ---- | ---- | ---- | ---- | ---- | ---- | ---- | ---- | ---- |
| 915  | ↘912 | ↘895 | ↘879 | ↘852 | ↗855 | ↘844 | ↘837 | ↘818 |
| 2019 | 2020 | 2021 |      |      |      |      |      |      |
| ↘799 | ↗802 | ↘766 |      |      |      |      |      |      |

## Состав сельского поселения
| № | Населённый пункт | Тип населённого пункта       | Население |
| - | ---------------- | ---------------------------- | --------- |
| 1 | Волотово         | село, административный центр | ↘766      |